# 崙子 (彰化縣永靖鄉)
崙子，原寫為崙仔，是臺灣彰化縣永靖鄉的一個傳統地域名稱，位於該鄉東北部。相較於今日行政區，其範圍大致與崙子村相近。

## 歷史
台灣清治末期至日治初期，崙子地區為一街庄，稱為「崙仔庄」，隸屬於武西堡。該庄西北與太平庄為鄰，北及東北與田中央庄為鄰，東南與湳底庄為鄰，南邊及西南邊為陳厝厝庄，西邊為五汴頭庄。
1901年（日治明治三十四年）11月，全台廢縣廳改設二十廳，該庄隸屬於彰化廳。1903年（明治三十六年）6月，該庄編入「關帝廳區」，隸屬於彰化廳。1909年（明治四十二年）10月，合併二十廳為十二廳，關帝廳區改隸屬於臺中廳。1920年（大正九年），該庄改制並雅化為「崙子」大字，隸屬於臺中州員林郡永靖庄。
戰後永靖庄改制為永靖鄉，隸屬於臺中縣，大字亦改制為村。1950年10月，中、彰、投分治，永靖鄉改隸屬彰化縣。

## 聚落
本地區發展較早的聚落為崙仔，在日治期初期的官方地圖上已有記載。

## 交通
台鐵縱貫線是台灣西部南北鐵路幹線，大致以北北西—南南東走向經過崙子地區東部。境內東南近邊界處設有永靖車站，屬招呼站，僅停靠區間車；北側最近的是員林車站，屬一等站，停靠部分普悠瑪號、太魯閣號，絕大部分自強號及其餘全部列車。由此等車站可前往台鐵沿線各站。
省道台1線（中山路、中山路三段）又稱「縱貫公路」，是台北至屏東楓港的傳統平面幹道，大致以北北東—南南西走向經過本地區西北部邊界外不遠處。由該道路向北北東可前往埔心東部、員林、大村、花壇等地，向南南西可前往永靖市區、田尾、北斗、溪州等地。
鄉道彰79線（崙饒路、永崙路）是大饒至陳厝的道路，大致以北北東—南南西走向先經過本地區極東點，再轉東北—西南走向到達經過本地區極東南點後，沿邊界地帶而行，至台鐵縱貫線前道路中斷，須繞道始能到達鐵路另一側的永崙路；永崙路續行至本地區極南點的鄉道彰80-1線路口，轉西北與其共線並出境。由該道路北段向北北東可前往湳底與田中央交界地帶、湳底北端並止於湳底東部邊界北側的縣道141號路口，南段向西北與鄉道彰80-1線共線約20公尺後轉西南西獨行可前往陳厝厝北部並止於永興國小前的鄉道彰144線路口。
鄉道彰80線（自強路）是大溝尾至林厝的道路，大致以西北—東南走向到達本地區西北角的鄉道彰80-1線起點路口，轉東北東沿本地區西北部的北側邊界地帶行至出境。由該道路向西北經一小段五汴頭與太平交界地帶經省道台1線路口後轉北再轉西北可前往太平並止於其西側邊界地帶的鄉道彰87線路口，向東北東轉東南東可前往田中央、田中央與大饒交界地帶、大饒、萬年、番子崙與柴頭井交界地帶並止於縣道137號路口。
鄉道彰80-1線（九分路）是太平至新厝的道路，其西北側端點位於本地區西北角的鄉道彰80線路口。由此向東南沿本地區西部及南部邊界地帶蜿蜒而行，至鄉道彰79線路口與其共線一小段後獨行並出境後，可前往陳厝厝與湳底交界地帶、湳底北部的新厝子聚落並止於湳底東部邊界地帶的縣道141號路口。